# Виттенбург, Бернд
Бернд Виттенбург (нем. Bernd Wittenburg; род. 1 апреля 1950, Нойклостер) — восточногерманский боксёр, представитель средней весовой категории. Выступал за сборную ГДР по боксу в период 1971—1977 годов, бронзовый призёр чемпионата мира, обладатель двух серебряных медалей чемпионатов Европы, пятикратный чемпион Восточной Германии, победитель и призёр многих турниров международного значения, участник летних Олимпийских игр в Монреале.

## Биография
Бернд Виттенбург родился 1 апреля 1950 года в городе Нойклостер, ГДР. Проходил подготовку в Берлине в столичном спортивном клубе «Динамо».
Впервые заявил о себе в 1970 году, выиграв молодёжный международный турнир «Дружба» в Болгарии.
В 1971 году стал бронзовым призёром чемпионата ГДР в средней весовой категории, получил бронзу на домашних международных турнирах TSC в Берлине и Кубок химии в Галле.
На чемпионате ГДР 1972 года одолел всех соперников в среднем весе и там самым завоевал золотую медаль. Впоследствии удерживал это звание в течение пяти лет.
Закрепившись в основном составе восточногерманской национальной сборной, в 1974 году Виттенбург побывал на впервые проводившемся чемпионате мира по боксу в Гаване, откуда привёз награду бронзового достоинства — на стадии полуфиналов в первом же раунде был нокаутирован советским боксёром Руфатом Рискиевым.
В 1975 году стал серебряным призёром чемпионата Европы в Катовице, уступив в решающем финальном поединке другому представителю СССР Вячеславу Лемешеву.
Благодаря череде удачных выступлений удостоился права защищать честь страны на летних Олимпийских играх 1976 года в Монреале — в категории до 75 кг благополучно прошёл первого соперника по турнирной сетке, тогда как во втором бою на стадии 1/16 финала со счётом 2:3 потерпел поражение от кубинца Луиса Фелипе Мартинеса.
После монреальской Олимпиады Виттенбург ещё в течение некоторого времени оставался в главной боксёрской команде ГДР и продолжал принимать участие в крупнейших международных соревнованиях. Так, в 1977 году он завоевал серебряную медаль на чемпионате Европы в Галле, проиграв финальный поединок советскому боксёру Леониду Шапошникову.